# هوارد بير
هوارد بير هو سياسي أمريكي، ولد في 23 نوفمبر 1911، وتوفي في 13 يوليو 2002.